# Schneckenpflaster Echaz
Das Schneckenpflaster Echaz ist ein Naturdenkmal und ein Geotop auf dem Gebiet des Stadtteils Betzingen der baden-württembergischen Stadt Reutlingen im Landkreis Reutlingen.

## Kenndaten
Das Naturdenkmal wurde mit Verordnung vom 19. Dezember 1979 unter dem Namen Schneckenpflaster  ausgewiesen. Es ist unter dem Namen Schichtflächen im Bachbett der Echaz im Ortsbereich von Betzingen auch als Geotop registriert.

## Lage und Beschreibung
Im Bett der Echaz im Ortsbereich von Betzingen treten bei einer Länge von 50–60 m und einer Breite von etwa 12 m fossile Ammoniten der Gattungen Arietites und Muscheln der Gattung Gryphaea der Arietenkalk-Formation zutage.